# Сокол (аэродром, Сахалинская область)
Сокол — военный аэродром авиации ПВО в Сахалинской области, расположенный на северо-восточной окраине пгт Сокол, в 8 км южнее города Долинска Сахалинской области. Был построен японцами в 1942 году. Эксплуатировался на постоянной основе авиацией ПВО СССР/РФ до 2002 года, после чего был переведён в категорию запасных аэродромов.

## Наименование аэродрома
Официальное наименование аэродрома — «Сокол».

## Данные аэродрома
- Позывной (вышка на частоте 124.0 МГц ) — «Урюк»
- ВПП 02/20 — 2500х44 м, бетон
- МПУ — 015°/195°
- ИПУ — 005°/185°
- Порог 1 — N47.25096° E142.76685°
- Порог 2 — N47.27339° E142.76948°
- Превышение — 33 м (4 гПа)
- Освещение - нет
- Круг полётов — LL
- Регламент работы — законсервирован (авиационная комендатура)

## История
Аэродром был построен японцами для истребительного прикрытия города Тоёхара (яп. 豊原) — административного центра префектуры Тоёхара и губернаторства Карафуто (ныне г. Южно-Сахалинск). 
- С 1945 года по 1997 год на аэродроме постоянно базировался 777-й истребительный авиационный полк ПВО в/ч 74420 на самолетах И-16, Як-9, МиГ-15, МиГ-17, МиГ-19, Су-15, МиГ-23 и МиГ-31[2]. Перед расформированием полка на вооружении было две эскадрильи МиГ-23МЛД, три эскадрилии МиГ-31 (с 1984 года) и вертолётный отряд ПСС на вертолётах Ми-8 (ранее 328-я ОТАЭ 11 А ПВО в/ч 68007, на вооружении были Ан-24, Ан-26, Ан-2, два вертолёта Ми-8).

- В 50-х годах на аэродроме базировалась дивизия Ил-28 (информация требует уточнения).

- С мая 1980 года на аэродроме базировалось управление 40-й истребительной авиационной дивизии[3] и 308-й истребительный авиационный полк на самолетах МиГ-21 СМ. В 1983 году полк по замене был  перебазирован на аэродромом Постовая близ города Советская Гавань.

- 94-й отдельный вертолётный полк (94 ОБВП БиУ) в/ч 29728. Полк был сформирован в 1980 году в г. Спасск-Дальний. В 1994 году полк поэскадрильно передислоцирован на Сахалин, при этом одна АЭ полка передислоцирована в Леонидово, другая АЭ в Ново-Александровку и третья АЭ — в п. Сокол. В 1997 году все АЭ (из Леонидово и Ново-Александровки) были перебазированы на аэр. Сокол. В 2002 году 94-й ОВП был расформирован.

- Также на аэродроме и в гарнизоне п. Сокол в разное время базировались: 1275-й ОБСиРТО в/ч 55716, ОБАТО в/ч 62431, инженерный батальон в/ч ???, отдельный дивизион связи РТВ ПВО в/Ч ???, авиаремонтные мастерские (36 СВАРМ) в/ч 52270, авиаремонтный завод в/ч 21321 (выполнял плановые ремонты Як-28, доработки МиГ-23), в/ч 52270 (ПВО ?), танковый полк сокращённого состава (кадрированный) в/ч ???; ещё ряд частей, номера и принадлежность требуют уточнения.

В позднесоветское время на аэродроме Сокол базировались следующие летательные аппараты: МиГ-21, МиГ-23, Миг-25, Миг-31, Ил-14, Ан-24, Ан-26, Ан-2, Ми-8.
Также аэродром Сокол был запасным для аэродрома Хомутово и периодически принимал пассажирские рейсы с материка.
После вывода всех авиационных частей аэродром поддерживается в рабочем состоянии силами авиационной комендатуры с 2002 года по н.в. 

## Инциденты
(информация неполная)
- 1 сентября 1983 года подполковник Осипович Г. Н., заместитель командира 777-го иап, базирующегося на аэродроме, пилотируя перехватчик Су-15ТМ, сбил южнокорейский «Боинг-747», вторгшийся в воздушное пространство СССР.
- В 1984 с МиГ-31 произошли одна катастрофа (экипаж погиб) и одна авария (экипаж успешно катапультировался над аэродромом).
- 31 декабря 1979 года на аэродроме Сокол сгорела ТЭЧ АП вместе с двумя самолётами СУ-15, находившимися в ангаре на регламентных работах, спецмашинами ПАРМ и лабораториями с аппаратурой.

## Дополнительная информация
С аэродрома Сокол периодически направлялся лётный и технический состав для службы в 169-м гвардейском смешанном авиационном полку ВМФ на базе ПМТО Камрань в республике Вьетнам. 